# Palm Bay
Palm Bay é uma cidade localizada no estado americano da Flórida, no condado de Brevard. Foi incorporada em 1960.

## Geografia
De acordo com o United States Census Bureau, a cidade tem uma área de 178,3 km², onde 170,2 km² estão cobertos por terra e 8,1 km² por água.

### Localidades na vizinhança
O diagrama seguinte representa as localidades num raio de 16 km ao redor de Palm Bay.

## Demografia
Segundo o censo nacional de 2010, a sua população é de 103 190 habitantes e sua densidade populacional é de 606,4 hab/km². É localidade mais populosa do condado de Brevard e a 19ª mais populosa da Flórida. Possui 45 220 residências, que resulta em uma densidade de 265,7 residências/km².